# Exécution sommaire
Pour les articles homonymes, voir Exécution.

Tres de mayo est un tableau de Goya illustrant les exécutions sommaires du 3 Mai 1808

Une exécution sommaire (ou extrajudiciaire, bien que l'expression exécution extrajudiciaire ait aussi un sens différent) est un type d'homicide dans lequel un prisonnier, accusé ou suspect d'activités criminelles ou subversives, est tué, souvent sur le lieu et au moment de sa capture, après avoir été arrêté et fait prisonnier au préalable.
Parce que les exécutions sommaires ont lieu sans procès préliminaire ou à la suite d'une parodie de procès (surtout lorsque le laps de temps entre la capture et l'exécution a été très court), rarement à la suite d'une enquête, et en dehors de tout cadre légal, elles sont le plus souvent considérées comme un meurtre ou un assassinat.

## Description
Les exécutions sommaires sont souvent employées lors d'actions de guérilla, guerre civile, par des forces spéciales (impossibilité de garder des prisonniers) ou lors de répression par une dictature ou des escadrons de la mort, non seulement dans le but d'éliminer un adversaire, mais également ou parfois principalement en recherchant un effet psychologique de terreur sur les témoins ou les populations.
En temps de guerre, il est fréquent que le camp vainqueur d'une attaque, embuscade etc. procède à l'exécution sommaire de tout ou partie des ennemis qui se rendent, au lieu de les traiter en prisonniers de guerre, c'est-à-dire les faire escorter vers l'arrière où ils seront remis aux unités de police militaire. Les auteurs de ces exécutions échappent souvent à toute poursuite, ces débordements étant tolérés par la hiérarchie, lorsqu'ils ne sont pas directement ordonnés par elle : les soldats sont formés à haïr l'ennemi, et à tenter d'en tuer le plus possible. La fréquence de ces exécutions sommaires est très variable selon les conflits, les fronts et les périodes. Elles accompagnent souvent des conflits dits guerre d'extermination ou guerre totale, ainsi que les conflits coloniaux (guerre de conquête, répression de soulèvements locaux ou guerre de décolonisation). Les facteurs qui favorisent les exécutions sommaires sont :
- les belligérants sont mus par des idéologies antagonistes (exemple : Allemagne nazie contre URSS communiste en 1941-1945) ;
- les vainqueurs dénient aux vaincus la qualité de combattant, les considérant comme des criminels ou des terroristes (exemple résistants en Europe de l'Ouest, partisans en Europe de l'Est luttant sur les arrières des armées nazies en 1940-1945). Parfois cette accusation ne concerne que certaines catégories de combattants ennemis : Adolf Hitler avait ainsi ordonné d'abattre sans jugement les commissaires politiques soviétiques et les commandos britanniques, bien qu'ils soient membres d'une armée régulière et se battent en uniforme. De l'autre côté les combattants alliés exécutaient souvent les membres de la Waffen SS, de la Gestapo ou d'autres organismes de répression du Troisième Reich, et laissaient la vie sauve aux combattants réguliers de l'armée allemande.
- les conditions difficiles des combats ne permettent pas aux vainqueurs de s'encombrer de prisonniers qui ralentiraient leur progression (exemple unités de commandos sur les arrières ennemis) ou pour lesquels ils ne disposent pas d'eau ou de vivres en quantité suffisante à la fois pour eux-mêmes et pour nourrir ces prisonniers de façon suffisante pour les ramener vivants dans leurs lignes.

La Convention de Genève, qui protège les prisonniers de guerre, interdit les exécutions sommaires.
Une exécution sommaire est régulièrement commise avec des méthodes expéditives telles que la pendaison, l'arme à feu, l'arme blanche, la lapidation, entre autres…

## Exemples d'exécutions sommaires
- L'incident d'Amakasu en 1923 dans l'empire du Japon.
- Raoul Villain, assassin de Jean Jaurès en 1914, est exécuté en 1936 sur l’île d’Ibiza par des soldats républicains espagnols pendant la guerre civile d'Espagne, sans qu'on sache si ces derniers savaient à qui ils avaient affaire[1].
- Philippe Henriot en 1944 par la résistance intérieure française.
- Benito Mussolini en 1945 à la suite d'une décision du Comité de libération nationale (voir : Derniers jours de Benito Mussolini).
- 10 000 personnes exécutées dans le contexte de l'épuration extra-judiciaire à la Libération en 1944
- Les « Corvées de bois » réalisées par l'armée française pendant la guerre d'Algérie estimées à plus de 20 000 exécutions, la plupart étant des civils.
- Fayçal II, roi d'Irak, à la suite de la Révolution irakienne du 14 juillet 1958.
- Son premier ministre pro-britannique Nouri Saïd, tué le lendemain de Fayçal II lors de la même révolution[2]
- Che Guevara par les forces armées boliviennes en 1967. Guevara procéda lui-même à des exécutions sommaires lors de la révolution cubaine[3],[4].
- Le capitaine Nguyễn Văn Lém par le général Nguyễn Ngọc Loan lors de l'offensive du Tết en 1968. La photo d'Eddie Adams a obtenu le prix Pulitzer.
- Les sœurs Alice Domon et Léonie Duquet par la dictature argentine en 1977 pendant la guerre sale.
- L'archevêque Janani Luwum en 1977 par le dictateur Idi Amin Dada.
- Nicolae et Elena Ceaușescu lors de la révolution roumaine de 1989, à la suite d'un simulacre de procès de 55 minutes conduit par un tribunal auto-proclamé.
- Mouammar Kadhafi en 2011, tué par les rebelles libyens.
- Le scandale des faux positifs en Colombie.

## Exécutions sommaires en fiction

### Films et séries de guerre
- Dans le film L'Armée des ombres, des résistants français sont réunis dans une villa pour exécuter un traître qui a livré plusieurs membres du réseau. L'arrivée inopinée d'une famille de vacanciers dans le voisinage immédiat les empêche d'utiliser une arme à feu pour accomplir leur justice sommaire. Après un débat vif et houleux, ils décident de garrotter le traître.
- Dans le film Vent d'est, le général commandant la première armée nationale russe fait pendre un de ses hommes coupable de pillage et de viol. Il explique pour sa défense qu'il doit faire régner l'ordre pour éviter le chaos dans la troupe, en l'absence d'institution judiciaire il doit appliquer le châtiment le plus approprié.
- Dans le film Il faut sauver le soldat Ryan, la question éthique de l'exécution sommaire est posée dans trois scènes. Au début du film, lors du débarquement sur la plage d'Omaha Beach, deux soldats américains abattent deux soldats allemands qui levaient les mains en faisant semblant de ne pas comprendre qu'ils se rendent. Au milieu du film, après l'attaque d'une station radio durant laquelle ils ont perdu leur infirmier, les soldats américains veulent tuer l'unique Allemand survivant, désireux de se venger et persuadés qu'il est l'auteur du tir fatal. Le soldat interprète Upham est convaincu du contraire et supplie le capitaine Miller de ne pas autoriser ce crime. L'Allemand est finalement épargné et seulement forcé d'enterrer les morts, puis laissé libre de fuir. Les soldats qui voulaient sa mort n'osent pas contester la décision de leur capitaine. À la fin du film, il est révélé, comme certains soldats le craignaient, que l'Allemand épargné a rejoint une nouvelle unité de combat. Il participe à la bataille finale, durant laquelle il tue le capitaine Miller qui avait pourtant contribué à sa survie plus tôt. Le soldat Upham assiste à la scène, et lorsque les Allemands se replient devant la contre-attaque américaine, il en capture plusieurs, dont l'Allemand de la station radio. Ce dernier reconnait Upham avec joie, mais cette fois, le soldat américain l'abat froidement. Il laisse les autres Allemands prendre la fuite.
- Dans la série Frères d'armes, on assiste à deux scènes d'exécution sommaire. La première en Normandie après la bataille des Haies met en scène un officier américain, le lieutenant Ronald Speirs, qui aurait, selon la rumeur, distribué des cigarettes à des prisonniers allemands avant de les abattre avec sa Thompson, ne laissant qu'un survivant. Cette rumeur suscite chez les soldats américains plutôt de l'admiration que de la réprobation. Son indéniable courage personnel (il entraîne ses hommes à l'attaque de positions allemandes à découvert) et sa détermination à tuer des nazis font de Speirs, promu au grade de capitaine après la bataille de Normandie, l'officier le plus aimé des soldats de la Easy Company. La seconde scène se déroule lors de l'invasion de l'Allemagne. Les soldats de la Easy Company sont témoins d'exécution de prisonniers allemands par des soldats français.

### Films policiers
- Dans le film Le Pacha, le commissaire de police Louis Joss (Jean Gabin) explique qu'il va organiser la « Saint-Barthélémy du mitan », ce qui revient à faire abattre des truands plutôt que de les arrêter.

### Autres longs métrage
- Dans le film Equilibrium réalisé par Kurt Wimmer, les exécutions sommaires sont un outil de contrôle utilisé par le régime totalitaire de Libria pour éliminer toute forme d'émotion et d'expression artistique, considérées comme des menaces à l'ordre social. Ces exécutions illustrent la répression brutale des libertés individuelles au nom de la paix et de l'harmonie[5].